# Leyre Romero Gormaz
Dit is een Spaanse naam; Romero is de vadernaam en Gormaz is de moedernaam.
Leyre Romero Gormaz (6 april 2002) is een tennisspeelster uit Spanje. Romero Gormaz begon met tennis toen zij vier jaar oud was. Haar favoriete ondergrond is gravel. Zij speelt linkshandig en heeft een tweehandige backhand. Zij is actief in het internationale tennis sinds 2017.

## Loopbaan

### Enkelspel
Romero Gormaz debuteerde in 2017 op het ITF-toernooi van Melilla (Spanje). Zij stond in 2021 voor het eerst in een finale, op het ITF-toernooi van Caïro (Egypte) – hier veroverde zij haar eerste titel, door de Australische Tina Nadine Smith te verslaan. Tot op heden(april 2025) won zij zeven ITF-titels, de meest recente in 2024 in Caserta (Italië).
In 2022 kwalificeerde Romero Gormaz zich voor het eerst voor een WTA-hoofdtoernooi, op het toernooi van Valencia – zij bereikte er de tweede ronde. In 2024 bereikte zij de kwartfinale op het toernooi van Santa Cruz, het toernooi van Cali en het toernooi van Charleston.
In maart 2025 bereikte zij de finale van het WTA 125-toernooi van Antalya – daarmee kwam zij binnen op de top 150 van de wereldranglijst. Twee weken later bereikte zij er weer de finale, op de derde aflevering van het toernooi van Antalya.
Haar hoogste notering op de WTA-ranglijst is de 124e plaats, die zij bereikte in april 2025.

### Dubbelspel
Romero Gormaz behaalde in het dubbelspel betere resultaten dan in het enkelspel. Zij debuteerde in 2017 op het ITF-toernooi van Melilla (Spanje), samen met landgenote Gabriela Martinez Asensi. Zij stond in 2021 voor het eerst in een finale, op het ITF-toernooi van Caïro (Egypte), geflankeerd door landgenote Claudia Hoste Ferrer – hier veroverde zij haar eerste titel, door het Nederlandse duo Jasmijn Gimbrère en Demi Tran te verslaan. Tot op heden(april 2025) won zij vijf ITF-titels, de meest recente in 2023 in Porto (Portugal).
In 2022 speelde Romero Gormaz voor het eerst op een WTA-hoofdtoernooi, op het toernooi van Valencia, samen met landgenote Ángela Fita Boluda. Zij stond in 2024 voor het eerst in een WTA-finale, op het WTA 125-toernooi van Ljubljana, samen met de Italiaanse Nuria Brancaccio – hier veroverde zij haar eerste titel, door het koppel Lina Gjorcheska en Jil Teichmann te verslaan. Tot op heden(april 2025) won zij drie WTA-titels, de meest recente in 2024 in Charleston, alle drie met Brancaccio. Daarmee kwam zij binnen op de top 150 van de wereldranglijst.
Haar hoogste notering op de WTA-ranglijst is de 130e plaats, die zij bereikte in november 2024.

## Posities op deWTA-ranglijst
Positie per einde seizoen:
| jaar | rang enkelspel | rang dubbelspel |
| ---- | -------------- | --------------- |
| 2020 | 1032           | –               |
| 2021 | 469            | 764             |
| 2022 | 175            | 216             |
| 2023 | 304            | 277             |
| 2024 | 167            | 163             |

## Palmares
| Legenda                 |
| ----------------------- |
| Grandslamtoernooi       |
| Olympische Spelen       |
| Year-End Championships  |
| Premier Mandatory       |
| Premier Five / WTA 1000 |
| Premier / WTA 500       |
| International / WTA 250 |
| Challenger / WTA 125    |

### WTA-finaleplaatsen enkelspel
| nr.              | finale     | toernooi    | ondergrond | tegenstandster | score    |         |
| ---------------- | ---------- | ----------- | ---------- | -------------- | -------- | ------- |
| gewonnen finales |            |             |            |                |          |         |
| geen             |            |             |            |                |          |         |
| verloren finales |            |             |            |                |          |         |
| 1.               | 2025-03-23 | WTA Antalya | gravel     | Anca Todoni    | 3-6, 2-6 | details |
| 2.               | 2025-04-06 | WTA Antalya | gravel     | Solana Sierra  | 3-6, 4-6 | details |

### WTA-finaleplaatsen vrouwendubbelspel
| nr.              | finale     | toernooi       | ondergrond | partner          | tegenstandsters                   | score            |         |
| ---------------- | ---------- | -------------- | ---------- | ---------------- | --------------------------------- | ---------------- | ------- |
| gewonnen finales |            |                |            |                  |                                   |                  |         |
| 1.               | 2024-09-15 | WTA Ljubljana  | gravel     | Nuria Brancaccio | Lina Gjorcheska Jil Teichmann     | 5-7, 7-5, [10-7] | details |
| 2.               | 2024-11-02 | WTA Santa Cruz | gravel     | Nuria Brancaccio | Aliona Bolsova Valerija Strachova | 6-4, 6-4         | details |
| 3.               | 2024-11-23 | WTA Charleston | gravel     | Nuria Brancaccio | Kayla Cross Liv Hovde             | 7-6, 6-2         | details |
| verloren finales |            |                |            |                  |                                   |                  |         |
| geen             |            |                |            |                  |                                   |                  |         |

### Gewonnen ITF-toernooien enkelspel
| nr. | finale     | toernooi           | dotatie  | ondergrond | tegenstandster in finale  | score         |
| --- | ---------- | ------------------ | -------- | ---------- | ------------------------- | ------------- |
| 1.  | 2021-07-25 | Caïro              | $ 15.000 | gravel     | Tina Nadine Smith         | 7-5, 7-6      |
| 2.  | 2021-07-01 | Caïro              | $ 15.000 | gravel     | Luisa Meyer auf der Heide | 6-2, 6-3      |
| 3.  | 2022-06-19 | Denain             | $ 25.000 | gravel     | Aliona Bolsova            | 6-4, 3-6, 6-4 |
| 4.  | 2022-08-28 | Oldenzaal          | $ 25.000 | gravel     | Jekaterina Makarova       | 6-4, 7-6      |
| 5.  | 2022-09-11 | Marbella           | $ 25.000 | gravel     | Carlota Martínez Círez    | 6-7, 6-2, 6-0 |
| 6.  | 2022-09-18 | Jablonec nad Nisou | $ 25.000 | gravel     | Misaki Matsuda            | 6-1, 7-6      |
| 7.  | 2024-06-09 | Caserta            | $ 75.000 | gravel     | Jil Teichmann             | 6-2, 4-6, 6-4 |